# Cancionero de Palacio

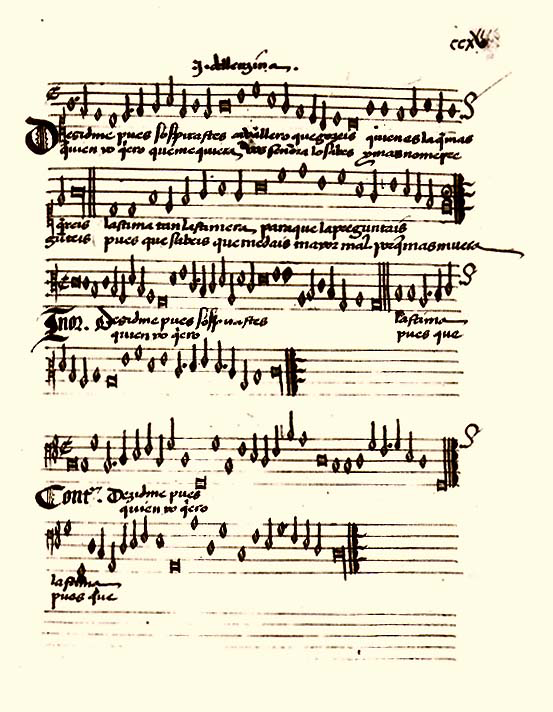
Folio del Cancionero de Palacio

El Cancionero de Palacio (Madrid, Real Biblioteca, MS II - 1335), llamado a veces Cancionero musical de Palacio (CMP) y también conocido como Cancionero de Barbieri, es un manuscrito español que contiene música del Renacimiento, obras recopiladas durante un periodo de unos cuarenta años, desde el último tercio del siglo XV hasta principios del XVI, tiempo que coincide aproximadamente con el reinado de los Reyes Católicos.

## El manuscrito
Los diez primeros folios están sin numerar y los siguientes lo están del 1 al 304. Contando con las obras que figuran en el índice, el manuscrito comprendía originalmente 548 piezas. Sin embargo, varios de los folios se han perdido, por lo que las piezas conservadas son 469.
En el manuscrito han intervenido nueve pares de manos diferentes y está compuesto por 11 sucesivas incorporaciones:
- La primera incorporación se realizó en los primeros años del siglo XVI, seguramente a partir de 1505. Posiblemente fue confeccionado con motivo de la reorganización de la capilla musical de la corte que llevó a cabo Fernando de Aragón, un año después de la muerte de la reina Isabel. Es la más numerosa. Sus piezas son las que mejor representan la música sobria, esquemática y expresiva, de raíz profundamente hispana, característica del reinado de los reyes Católicos.
- Las cuatro siguientes incorporaciones posiblemente se realizaron en el año 1505 o entre 1505 y 1510.
- Las dos siguientes parecen situarse hacia el año 1515.
- La octava parece situarse hacia 1516, poco después de la muerte del rey Fernando.
- La novena posiblemente fue entre los años 1516 y 1517.
- La décima incorporación, la que va de los folios 293 al 304, están escritos en un papel diferente al del resto del códice y consiste en un pequeño cancionerillo incorporado al principal. Sus obras no figuran en el índice de obras por orden alfabético que abre el códice, y, además contiene dos piezas que ya figuraban en el cancionero. Posiblemente procede de la capilla de Juana la Loca, en Tordesillas.
- La última parece una incorporación bastante tardía, de entre 1519 y 1520, cuando la capilla de los Reyes Católicos había pasado ya a otro destino

En 1870, el manuscrito fue redescubierto en la Real Biblioteca de Madrid por el historiador del arte Gregorio Cruzada Villaamil y el compositor y musicólogo Francisco Asenjo Barbieri, que lo transcribió y publicó en 1890 con el nombre de Cancionero musical de los siglos XV y XVI.

## Obras
El manuscrito recopila 458 piezas, la mayor parte de ellas en castellano, aunque también contiene unas pocas en latín, francés, aragonés, vascuence y portugués. Constituye una antología de la música polifónica existente durante el reinado de los Reyes Católicos. No hay que olvidar que, durante esta etapa, la corte era el centro de la actividad musical y en torno a ella se agrupaba un gran número de músicos y compositores, la mayor parte españoles.
Las obras tratan una gran variedad de temas: amorosos, religiosos, festivos, caballerescos, satíricos, pastoriles, burlescos, políticos, históricos, etc. El cancionero recoge desde composiciones sencillas de carácter popular hasta obras bastante elaboradas. La forma musical más importante es el villancico, aunque también están presentes otros géneros como el romance y la canción. La mayoría de las obras son para canto a una voz con acompañamiento instrumental, o bien obras polifónicas a dos, tres y cuatro voces.
Los compositores con obras en el manuscrito (junto con el número de obras entre paréntesis) son los siguientes:
- Juan del Encina (63)
- Millán (23)
- Gabriel Mena (18)
- Pedro de Escobar (17)
- Francisco de la Torre (15)
- Juan Ponce (12)
- Alonso de Mondéjar (12)
- Francisco de Peñalosa (10)
- Alonso (10)
- Garci Sánchez de Badajoz (8)
- Jacobo de Milarte (6)
- Pedro de Lagarto (4)
- Juan de Anchieta (4)
- Juan de Urrede (3)
- Enrique (3)
- Garcimuñoz (3)
- Pedro Juan Aldomar (3)
- Juan Álvarez de Almorox (3)
- Alonso de Córdoba (3)
- Alfonso de Troya (3)
- Juan de Triana (3-2)
- Juan Cornago (3-2)
- Móxica (2)
- Juan Pérez de Gijón (2)
- Antonio de Ribera (2)
- Bernaldino de Brihuega (2)
- Alonso de Toro (2)
- Antonio de Contreras (2)
- Diego Fernández (2)
- Juan de Sanabria (2)
- Fernand Pérez de Medina (2)
- Juan de Espinosa (2)
- Josquin Des Pres (1)
- Alonso Pérez de Alba (1)
- Lope de Baena (1)
- Ajofrín (1)
- Diego de Fermoselle (1)
- J. Rodríguez Torote (1)
- Juan de Valera (1)
- Lope Martínez (1)
- Lucas Fernández (1)
- Lucas (1)
- Roma (1)
- Salcedo (1)
- Sant Juan (1)
- Sedano (1)
- Tordesillas (1)
- Vilches (1)
- Juan de León (1)
- Giovanni Brocco (1)
- Giacomo Fogliano (1)
- Bartolomeo Tromboncino (1)

### Listado completo de obras
Se utilizan tres sistemas de indexación diferentes en la tabla siguiente:
- Nº   = Índice de obras por título, en orden alfabético
- Bar. = Índice utilizado por Barbieri en su publicación de 1890
- CMP = Índice que se encuentra en el Cancionero. En la tabla hay obras duplicadas, y muchas obras que no estuvieron en el índice original.

| N.º | Bar | CMP       | Obra                                                | Voces | Compositor                    | Forma musical | Concord.                                                                            | Grabaciones                                                                         | Comentarios |
| --- | --- | --------- | --------------------------------------------------- | ----- | ----------------------------- | ------------- | ----------------------------------------------------------------------------------- | ----------------------------------------------------------------------------------- | --- |
| 1   | 376 |           | Adonde tienes las mientes                           | 3     | (anónimo)                     |               |                                                                                     |                                                                                     | |
| 2   | 377 |           | Adonde tienes las mientes                           | 4     | (anónimo)                     |               |                                                                                     |                                                                                     | |
| 3   | 309 | 444       | Adoramoste, Señor, Dios y ombre Jhesu Christo       | 4     | Francisco de la Torre         | villancico    |                                                                                     |                                                                                     | |
| 4   | 310 | 420       | Adoramoste, Señor, Dios y ombre verdadero           | 4     | Francisco de la Torre         |               | CMS                                                                                 |                                                                                     | |
| 5   | 325 |           | Airado va el escudero                               | 4     | (anónimo)                     |               |                                                                                     |                                                                                     | |
| 6   | 95  | 137       | Ayrado va el gentilombre                            | 4     | Francisco de la Torre         |               |                                                                                     |                                                                                     | |
| 7   | 210 |           | A la caça, sus, a la caça                           | 4     | Lucas                         |               |                                                                                     |                                                                                     | |
| 8   | 6   |           | Al alba venid, buen amigo                           | 3     | (anónimo)                     |               |                                                                                     | AT2                                                                                 | |
| 9   | 337 |           | A la mia gran pena forte                            | 4     | (anónimo)                     |               |                                                                                     |                                                                                     | |
| 10  | 321 | 106       | Alburquerque, Alburquerque                          | 3     | (anónimo)                     |               |                                                                                     |                                                                                     | |
| 11  | 453 | 371       | Al çedaz, çedaz                                     | 4     | Alonso de Toro                |               |                                                                                     |                                                                                     | |
| 12  | 30  | 40        | Al dolor de mi cuydado                              | 3     | Juan Pérez de Gijón           | canción       | CMC, CMS                                                                            |                                                                                     | |
| 13  | 275 | 457       | Al dolor que siento estraño                         | 3     | Millán                        |               |                                                                                     |                                                                                     | |
| 14  | 196 | 307       | Alegraos, males esquivos                            | 3     | Francisco de Peñalosa         |               |                                                                                     |                                                                                     | Texto: Comendador Ávila |
| 15  | 289 | 227       | Alegría, alegría                                    | 4     | Juan Ponce                    |               |                                                                                     |                                                                                     | |
| 16  | 101 |           | A los baños del amor                                | 3     | (anónimo)                     |               |                                                                                     | AT2                                                                                 | |
| 17  | 294 |           | Al Señor crucificado                                | 3     | (anónimo)                     |               |                                                                                     |                                                                                     | |
| 18  | 439 | 321       | Alta                                                | 3     | Francisco de la Torre         |               |                                                                                     |                                                                                     | Aire instrumental de danza |
| 19  | 336 | 152       | Alça la voz, pregonero                              | 4     | (anónimo)                     |               |                                                                                     |                                                                                     | Texto: Lope de Sosa |
| 20  | 259 | 431       | Allá se me ponga el sol                             | 4     | Juan Ponce                    |               |                                                                                     | GCS                                                                                 | |
| 21  | 365 |           | Amigo Mingo Domínguez                               | 3     | (anónimo)                     |               |                                                                                     |                                                                                     | |
| 22  | 79  | 102       | Amor con fortuna                                    | 4     | Juan del Encina               |               |                                                                                     | ANT, HES, ATR, DAN, THO, LAN, DIF, CAT, CDM                                         | |
| 23  | 174 |           | Amor, fortuna y ventura                             | 3     | (anónimo)                     |               |                                                                                     |                                                                                     | |
| 24  | 71  |           | Amor por quien yo padezco                           | 3     | Diego de Fermoselle           |               |                                                                                     |                                                                                     | |
| 25  | 25  |           | Amor que con gran porfía                            | 3     | (anónimo)                     |               |                                                                                     |                                                                                     | |
| 26  | 169 |           | Amor quiso cativarme                                | 3     | Alonso de Mondéjar            |               |                                                                                     |                                                                                     | |
| 27  | 396 |           | Anagora se m'antoja                                 | 4     | (anónimo)                     |               |                                                                                     |                                                                                     | |
| 28  | 356 |           | Andad acá, Domingo, hao                             | -     | (anónimo)                     |               |                                                                                     |                                                                                     | Sin música |
| 29  | 181 | 279       | Andad, pasiones, andad                              | 3     | Pedro de Lagarto              | villancico    | CMS, CMC                                                                            |                                                                                     | |
| 30  | 135 |           | Andarán siempre mis ojos                            | 3     | Gabriel Mena                  |               |                                                                                     |                                                                                     | |
| 31  | 384 |           | Antonilla es desposada                              | 3     | Juan del Encina               |               |                                                                                     | ANT, DAN, CHR, CAN, JOU                                                             | |
| 32  | 209 |           | Aquel caballero, madre, que de amores               | 3     | (anónimo)                     |               |                                                                                     |                                                                                     | |
| 33  | 227 |           | Aquel caballero, madre, si morirá                   | 3     | (anónimo)                     |               |                                                                                     |                                                                                     | |
| 34  | 207 |           | Aquel gentilhombre, madre                           | 3     | (anónimo)                     |               |                                                                                     | AT2                                                                                 | |
| 35  | 426 | 243       | Aquella buena muger                                 | 3     | Juan de Triana                | villancico    | CMC                                                                                 |                                                                                     | |
| 36  | 164 | 254       | Aquella mora garrida                                | 4     | Gabriel Mena                  |               |                                                                                     |                                                                                     | |
| 37  | 299 |           | A quien debo yo llamar                              | 3     | Juan del Encina               |               |                                                                                     | ANT                                                                                 | Texto: Juan del Encina |
| 38  | 405 |           | Aquí viene la flor señoras                          | 4     | (anónimo)                     |               |                                                                                     |                                                                                     | |
| 39  | 301 |           | Arcángel San Miguel                                 | 3     | Lope de Baena                 |               |                                                                                     |                                                                                     | |
| 40  | 395 |           | A repastar mi ganado                                | 3     | Lope de Baena                 |               |                                                                                     |                                                                                     | |
| 41  | 410 | 132       | A sombra de mis cabellos                            | 3     | Gabriel Mena                  |               |                                                                                     |                                                                                     | |
| 42  | 411 | 360       | A sombra de mis cabellos                            | 4     | Jacobus de Milarte            |               |                                                                                     | AT2                                                                                 | |
| 43  | 338 | 324       | A tal pérdida tan triste                            | 4     | Juan del Encina               |               |                                                                                     | ANT, HES                                                                            | |
| 44  | 235 | 362       | A tierras agenas                                    | 3     | Francisco de Peñalosa         |               |                                                                                     |                                                                                     | |
| 45  | 271 |           | Aunque la pena d'ausente                            | 3     | (anónimo)                     |               |                                                                                     |                                                                                     | |
| 46  | 251 |           | Aunque mis ojos perdieron                           |       | (anónimo)                     |               |                                                                                     |                                                                                     | |
| 47  | 216 | 336       | Aunque no spero gozar                               | 3     | Millán                        |               |                                                                                     |                                                                                     | |
| 48  | 414 | 159       | Ave color vini clari                                | 4     | Juan Ponce                    |               |                                                                                     |                                                                                     | |
| 49  | 296 |           | Ave virgo gratia plena                              | 4     | (anónimo)                     |               |                                                                                     |                                                                                     | |
| 50  | 429 |           | Ay de le noble ville de Pris                        | 4     | (anónimo)                     |               |                                                                                     |                                                                                     | |
| 51  | 175 |           | Ay que non era                                      | 4     | (anónimo)                     |               |                                                                                     |                                                                                     | |
| 52  | 27  | 37        | Ay, que non se rremediarme                          | 3     | Juan de León                  |               | CMC, Q16, BBU                                                                       |                                                                                     | |
| 53  | 304 |           | Ay Santa maria                                      | 3     | (anónimo)                     |               | CMC                                                                                 | AT                                                                                  | |
| 54  | 378 |           | Ay triste, que vengo                                | 3     | Juan del Encina               |               |                                                                                     | ANT                                                                                 | Texto: Juan del Encina |
| 55  | 139 | 207       | Bien perdí mi coraçon                               | 3     | Juan Ponce                    |               |                                                                                     |                                                                                     | |
| 56  | 178 |           | Bien podrá mi desventura                            | 3     | (anónimo)                     |               |                                                                                     |                                                                                     | |
| 57  | 424 |           | Buen amor, no me deis guerra                        | 3     | (anónimo)                     |               |                                                                                     |                                                                                     | |
| 58  | 318 | 100       | Cavalleros de Alcalá                                | 3     | Lope Martínez                 |               |                                                                                     |                                                                                     | |
| 59  | 433 |           | Calabaza, no sé, buen amor                          | 3     | (anónimo)                     |               |                                                                                     |                                                                                     | |
| 60  | 432 | 249       | Caldero y llave, madona                             | 4     | Juan del Encina               |               | MA7                                                                                 | ANT                                                                                 | |
| 61  | 150 |           | Calleis, mi señora                                  | 3     | (anónimo)                     |               |                                                                                     |                                                                                     | |
| 62  | 422 | 226       | Callen todas las galanas                            | 3     | Pedro de Lagarto              | villancico    |                                                                                     |                                                                                     | |
| 63  | 193 |           | Cansados tengo los ojos                             | 3     | (anónimo)                     |               |                                                                                     |                                                                                     | |
| 64  | 358 |           | Carillo, muy mal me va                              | 3     | (anónimo)                     |               |                                                                                     |                                                                                     | |
| 65  | 185 |           | Cativo por libertarme                               | 3     | (anónimo)                     |               |                                                                                     |                                                                                     | |
| 66  | 394 |           | Comer y beber hasta reventar                        | -     | (anónimo)                     |               |                                                                                     |                                                                                     | Juan del Encina?? . Sin música |
| 67  | 208 | 328       | Como esta sola mi vida                              | 4     | Juan Ponce                    |               |                                                                                     |                                                                                     | |
| 68  | 168 |           | Como puedo ser contento                             | 3     | (anónimo)                     |               |                                                                                     |                                                                                     | |
| 69  | 215 | 335       | Con amores, la mi madre                             | 4     | Juan de Anchieta              |               |                                                                                     |                                                                                     | |
| 70  | 152 |           | Congoja más que cruél                               | 3     | Juan del Encina               |               |                                                                                     | ANT                                                                                 | |
| 71  | 138 |           | Con sí se tornó mi vida                             | 3     | (anónimo)                     |               |                                                                                     |                                                                                     | |
| 72  | 355 |           | Contarte quiero mis males                           | 3     | (anónimo)                     |               |                                                                                     |                                                                                     | |
| 73  | 244 | 375       | Coraçon triste, sofrid                              | 3     | Pedro de Escobar              | villancico    |                                                                                     |                                                                                     | |
| 74  | 148 |           | Creció tanto mi cuidado                             | 3     | (anónimo)                     |               |                                                                                     |                                                                                     | |
| 75  | 406 | 94        | Cucú, cucú, cucucú, guarda no lo seas tú            | 4     | Juan del Encina               |               |                                                                                     | ANT, HES, RES, CAN, THO, FAG, NOT                                                   | |
| 76  | 407 | 101       | Cucú, cucú, cucucú, guarda no lo seas tú            | 4     | (anónimo)                     |               |                                                                                     |                                                                                     | |
| 77  | 373 |           | Daca, bailemos, Carillo                             | 3     | Juan del Encina               |               |                                                                                     | ANT, CAM, FIC, PAN, CDM                                                             | Texto: Juan del Encina |
| 78  | 412 |           | Dale si le das                                      | 3     | (anónimo)                     |               |                                                                                     |                                                                                     | |
| 79  | 7   | 8         | Dama, mi grand querer                               | 3     | Móxica                        | canción       | CMC                                                                                 |                                                                                     | Texto: del Gran Cardenal? |
| 80  | 281 | 32        | Damos gracias a ti, Dios                            | 3     | Francisco de la Torre         |               | CMS                                                                                 |                                                                                     | |
| 81  | 274 |           | Dándome tal ocasión                                 | 3     | (anónimo)                     |               |                                                                                     |                                                                                     | |
| 82  | 435 | 255       | D'aquel fraire flaco y cetrino                      | 4     | Pedro de Lagarto              | villancico    |                                                                                     |                                                                                     | |
| 83  | 197 | 308       | Desidme, pues sospirastes                           | 3     | Juan del Encina               |               |                                                                                     | ANT, MAG                                                                            | Texto; Juan del Encina |
| 84  | 78  |           | Deh fosse la qui mecho                              | 4     | (anónimo)                     |               |                                                                                     |                                                                                     | |
| 85  | 362 |           | Deja d'estar modorrido                              | 4     | Jacobus de Milarte            |               |                                                                                     |                                                                                     | |
| 86  | 147 | 217       | De la dulce mi enemiga                              | 4     | Gabriel Mena                  |               |                                                                                     |                                                                                     | |
| 87  | 361 |           | De las sierras donde vengo                          | 4     | (anónimo)                     |               |                                                                                     |                                                                                     | |
| 88  | 87  |           | De la vida d'este mundo                             | 3     | (anónimo)                     |               |                                                                                     |                                                                                     | |
| 89  | 200 | 315       | De mi dicha no se spera                             | 3     | Francisco de Peñalosa         |               |                                                                                     |                                                                                     | Texto: Garci Sánchez de Badajoz |
| 90  | 88  |           | De mi vida descontento                              | 3     | (anónimo)                     |               |                                                                                     |                                                                                     | |
| 91  | 403 |           | De Monzón venía el mozo                             | 3     | (anónimo)                     |               |                                                                                     |                                                                                     | |
| 92  | 237 |           | Dentro en el vergel                                 | 4     | (anónimo)                     |               |                                                                                     |                                                                                     | |
| 93  | 155 |           | De os servir toda mi vida                           | 3     | (anónimo)                     |               |                                                                                     |                                                                                     | |
| 94  | 268 |           | De pensar cuan triste peno                          | 3     | (anónimo)                     |               |                                                                                     |                                                                                     | |
| 95  | 172 |           | Descansa, triste pastor                             | 3     | Jacobus de Milarte            |               |                                                                                     |                                                                                     | |
| 96  | 416 |           | Desciende al valle, niña                            | 3     | (anónimo)                     |               |                                                                                     |                                                                                     | |
| 97  | 246 | 377       | Descuidad d'ese cuidado                             | 3     | Juan de Sanabria              |               |                                                                                     |                                                                                     | Texto: Juan de Tapia |
| 98  | 132 | 197       | De ser mal casada                                   | 4     | Diego Fernández               |               |                                                                                     | AT2                                                                                 | |
| 99  | 277 |           | D'estar sin poder miraros                           | 3     | (anónimo)                     |               |                                                                                     |                                                                                     | |
| 100 | 54  | 66        | De vevir vida segura                                | 3     | Juan Fernández de Madrid      |               |                                                                                     |                                                                                     | |
| 101 | 11  | 17        | De vos i de mí quexoso                              | 3     | Juan de Urrede                | canción       | CMC, Q16                                                                            |                                                                                     | |
| 102 | 136 |           | De vosotros he mancilla                             | 4     | Juan de Espinosa              |               |                                                                                     |                                                                                     | |
| 103 | 83  |           | Digas tú, el amor d'engaño                          | 3     | (anónimo)                     |               |                                                                                     |                                                                                     | |
| 104 | 445 | 359       | Dindirindin                                         | 4     | (anónimo)                     |               | CMM(3)                                                                              |                                                                                     | El texto es en español con una mezcla de palabras en francés, provenzal y catalán. |
| 105 | 313 |           | Dios te salve, Cruz preciosa                        | 4     | (anónimo)                     |               |                                                                                     |                                                                                     | |
| 106 | 283 |           | Dios te salve, Pan de vida                          | 3     | (anónimo)                     |               |                                                                                     |                                                                                     | |
| 107 | 306 | 417       | Di por qué mueres en cruz                           | 3     | Lucas Fernández               |               |                                                                                     |                                                                                     | Texto: Lucas Fernández |
| 108 | 307 |           | Dixit Dominus Domino meo                            | 4     | (anónimo)                     |               |                                                                                     |                                                                                     | |
| 109 | 63  |           | Dolce amoroso focho                                 | 4     | (anónimo)                     |               |                                                                                     |                                                                                     | |
| 110 | 345 | 69        | Domingo, fuese tu amiga                             | 3     | Bernaldino de Brihuega        |               |                                                                                     |                                                                                     | |
| 111 | 388 |           | Domingo, ¿qué nuevas hay                            | 3     | Gabriel Mena                  |               |                                                                                     |                                                                                     | |
| 112 | 291 |           | Do mueren sin fenescer                              | 3     | (anónimo)                     |               |                                                                                     |                                                                                     | |
| 113 | 298 | 404       | Doncella madre de dios                              | 3     | Juan de Anchieta              |               |                                                                                     |                                                                                     | |
| 114 | 29  |           | Doncella, no pregunteis                             | 3     | (anónimo)                     |               |                                                                                     |                                                                                     | |
| 115 | 8   | 370       | Donzella, por cuyo amor                             | 2     | J. Rodríguez Torote           |               | CMC(3v)                                                                             |                                                                                     | Incompleta por faltar un folio |
| 116 | 359 |           | ¿Dónde está tu gallardía                            | 3     | (anónimo)                     |               |                                                                                     |                                                                                     | |
| 117 | 326 |           | Dormiendo está el caballero                         | 4     | (anónimo)                     |               |                                                                                     |                                                                                     | |
| 118 | 115 | 177       | Dos ánades, madre                                   | 3     | Juan de Anchieta              |               |                                                                                     |                                                                                     | |
| 119 | 343 | 445       | Durandarte, Durandarte                              | 4     | Millán                        |               |                                                                                     |                                                                                     | |
| 120 | 56  | 68        | El bien qu'stuve esperando                          | 3     | Sant Juan                     |               |                                                                                     | AT2                                                                                 | |
| 121 | 436 |           | El cervel mi fa                                     | 4     | (anónimo)                     |               |                                                                                     |                                                                                     | |
| 122 | 250 | 383       | El día que vy a Pascuala                            | 3     | Pedro de Escobar              | villancico    |                                                                                     |                                                                                     | |
| 123 | 454 |           | Ell Abad que á tal hora anda                        | 4     | (anónimo)                     |               |                                                                                     |                                                                                     | |
| 124 | 98  | 144       | Ell amor que me bien quiere                         | 3     | Juan Ponce                    |               |                                                                                     |                                                                                     | |
| 125 | 179 |           | El que rige y el regido                             | 3     | Juan del Encina               |               |                                                                                     | ANT, HESENC, MAG, CAP                                                               | Texto: Juan del Encina |
| 126 | 254 | 395       | El que tal señora tiene                             | 3     | Juan del Encina               |               |                                                                                     | ANT                                                                                 | Texto: Juan del Encina |
| 127 | 89  | 125       | El triste que nunca os vio                          | 3     | Francisco de Peñalosa         |               |                                                                                     |                                                                                     | |
| 128 | 272 | 454       | El bevir triste me haze                             | 3     | (anónimo)                     |               |                                                                                     |                                                                                     | |
| 129 | 252 |           | El vivo fuego de amor                               | 4     | (anónimo)                     |               |                                                                                     |                                                                                     | |
| 130 | 76  |           | Enamorado de vos                                    | 3     | (anónimo)                     |               |                                                                                     |                                                                                     | |
| 131 | 143 |           | En Ávila, mis ojos                                  | 3     | (anónimo)                     |               |                                                                                     | GCS                                                                                 | |
| 132 | 255 |           | En el mi corazón vos tengo                          | 4     | Gabriel Mena                  |               |                                                                                     |                                                                                     | |
| 133 | 26  |           | En el servicio de vos                               | 3     | (anónimo)                     |               |                                                                                     |                                                                                     | |
| 134 | 4   |           | Enemiga le soy, madre                               | 3     | (del mismo)                   |               |                                                                                     |                                                                                     | Texto: Juan del Encina |
| 135 | 5   |           | Enemiga le soy, madre                               | 3     | Juan de Espinosa              |               |                                                                                     |                                                                                     | Texto: Juan del Encina |
| 136 | 141 |           | En fuego de amor me quemo                           | 3     | (anónimo)                     |               |                                                                                     |                                                                                     | |
| 137 | 366 | 252-297   | En las sierras donde vengo                          | 3     | Pedro Juan Aldomar            | villancico    |                                                                                     |                                                                                     | |
| 138 | 328 | 130       | En memoria d'Alixandre                              | 4     | Juan de Anchieta              |               |                                                                                     |                                                                                     | |
| 139 | 137 |           | En no me querer la vida                             | 4     | (anónimo)                     |               |                                                                                     |                                                                                     | |
| 140 | 61  |           | Entra mayo y sale abril                             | 4     | (anónimo)                     |               |                                                                                     |                                                                                     | |
| 141 | 308 |           | Entre todos los nacidos                             | 3     | (anónimo)                     |               |                                                                                     |                                                                                     | |
| 142 | 214 |           | Es de tal metal mi mal                              | 3     | Millán                        |               |                                                                                     |                                                                                     | |
| 143 | 36  |           | Es la causa bien amar                               | 3     | Juan del Encina               |               |                                                                                     | ANT                                                                                 | Texto: Juan del Encina |
| 144 | 49  |           | Es la vida que tenemos                              | 3     | (anónimo)                     |               |                                                                                     |                                                                                     | |
| 145 | 57  | 70        | Es por vos si tengo vida                            | 3     | Fernand Pérez de Medina       |               |                                                                                     |                                                                                     | |
| 146 | 287 |           | Está la Reina del cielo                             | 3     | (anónimo)                     |               |                                                                                     |                                                                                     | |
| 147 | 70  |           | Es tan alta la ocasión                              | 3     | (anónimo)                     |               |                                                                                     |                                                                                     | |
| 148 | 419 |           | Esta queda loca                                     | 3     | (anónimo)                     |               |                                                                                     |                                                                                     | |
| 149 | 258 |           | Estas noches á tan largas                           | 3     | (anónimo)                     |               |                                                                                     |                                                                                     | |
| 150 | 292 |           | Estrella oriental                                   | 3     | (anónimo)                     |               |                                                                                     |                                                                                     | |
| 151 | 455 | 421       | Fata la parte                                       | 4     | Juan del Encina               |               |                                                                                     | ANT, HES, CHR, CHA, ACC, MAG, CON, TER, CDM, CIB                                    | |
| 152 | 97  |           | Fonte frida, fonte frida                            | 3     | (anónimo)                     |               |                                                                                     | AT2                                                                                 | |
| 153 | 341 | 424       | Françeses, por qué rrazon                           | 4     | Tordesillas                   |               |                                                                                     |                                                                                     | |
| 154 | 342 | 443       | Françia, cuenta tu ganançia                         | 4     | Juan Ponce                    |               |                                                                                     |                                                                                     | |
| 155 | 340 | 423       | Gaeta nos es subjeta                                | 4     | Juan Alvárez de Almorox       |               |                                                                                     |                                                                                     | |
| 156 | 368 |           | Gasajado vienes, Mingo                              | 3     | Jacobus de Milarte            |               |                                                                                     |                                                                                     | |
| 157 | 353 | 165       | Gasajemonos de hucia                                | 4     | Juan del Encina               |               |                                                                                     | ANT                                                                                 | Texto: Juan del Encina |
| 158 | 28  | 38        | Gentil dama, non se gana                            | 4     | Juan Cornago                  |               |                                                                                     |                                                                                     | |
| 159 | 220 |           | Gentilhombre enamorado                              | 3     | (anónimo)                     |               |                                                                                     | AT2                                                                                 | |
| 160 | 297 |           | Gloria sea al glorioso                              | 3     | (anónimo)                     |               |                                                                                     |                                                                                     | |
| 161 | 392 | 385       | Gran plaçer siento yo ya                            | 4     | Pedro de Escobar              | villancico    |                                                                                     |                                                                                     | |
| 162 | 401 | 15        | Gritos davan en aquella sierra                      | 3     | Alonso                        |               |                                                                                     |                                                                                     | |
| 163 | 124 |           | Guarda, donna il mio tormento                       | 4     | (anónimo)                     |               |                                                                                     |                                                                                     | |
| 164 | 452 | 393       | Guardaos d'estas pitofleras                         | 3     | Alonso                        |               |                                                                                     |                                                                                     | |
| 165 | 348 | 89        | Ha, Pelayo, que desmayo                             | 3     | Pedro Juan Aldomar            | villancico    | UPS(4v)                                                                             |                                                                                     | |
| 166 | 19  | 26        | Harto de tanta porfia                               | 4     | (anónimo)                     |               | CMS(3v)                                                                             |                                                                                     | Texto: Marqués de Santillana |
| 167 | 198 |           | Hermitaño quiero ser                                | 4     | Juan del Encina               |               |                                                                                     | ANT, CHR                                                                            | Texto: Juan del Encina |
| 168 | 166 |           | Hermosura con ufana                                 | 3     | (anónimo)                     |               |                                                                                     |                                                                                     | |
| 169 | 357 | 174       | Hoy comamos y bebamos                               | 4     | Juan del Encina               |               |                                                                                     | ANT, HES, PAR, KIN, GEN, DAN, WAV, ROM, REN, ACC, VIR, SAV, UMB, ORL, DUF, CDM, ROS | Texto: Juan del Encina |
| 170 | 77  |           | I arded, corazón, arded                             | 4     | (anónimo)                     |               |                                                                                     |                                                                                     | |
| 171 | 188 |           | I haz jura, menga                                   | 3     | (anónimo)                     |               |                                                                                     |                                                                                     | |
| 172 | 68  | 84        | In te, Domine, speravi                              | 4     | Josquin Des Pres              |               |                                                                                     |                                                                                     | |
| 173 | 261 | 435       | Io mi voglio lamentare                              | 4     | Giovanni Brocco               | frottola      |                                                                                     |                                                                                     | |
| 174 | 431 |           | Jançu Janto dego de garcigorreta                    | 3     | (anónimo)                     |               |                                                                                     |                                                                                     | |
| 175 | 243 | 374       | Juisio fuerte será dado                             | 3     | Alonso de Córdoba             |               |                                                                                     |                                                                                     | |
| 176 | 32  | 42        | Justa fue mi perdiçion                              | 3     | Francisco de la Torre         |               | CMS                                                                                 |                                                                                     | Texto: Jorge Manrique |
| 177 | 158 | 234       | La bella mal maridada                               | 4     | Gabriel Mena                  |               |                                                                                     |                                                                                     | |
| 178 | 75  |           | La congoja que partió                               | 3     | (anónimo)                     |               |                                                                                     |                                                                                     | |
| 179 | 350 |           | La más graciosa serrana                             | 4     | (anónimo)                     |               |                                                                                     |                                                                                     | |
| 180 | 223 | 343       | La mi sola Laureola                                 | 4     | Juan Ponce                    |               |                                                                                     |                                                                                     | |
| 181 | 73  | 91        | L'amor, donna, ch'io ti porto                       | 4     | Giacomo Fogliano              | frottola      | PBN, FRO                                                                            | GCS                                                                                 | |
| 182 | 38  | 48        | La que tengo no es prisión                          | 3     | Francisco de la Torre         |               |                                                                                     |                                                                                     | Texto: Conde de Cifuentes |
| 183 | 48  | 59        | Las mis penas, madre                                | 4     | Pedro de Escobar              | villancico    |                                                                                     |                                                                                     | |
| 184 | 44  |           | Las tristezas no me espantan                        | 3     | (anónimo)                     |               |                                                                                     |                                                                                     | |
| 185 | 430 | 247       | La tricotea San Martin la vea                       | 3     | Alonso                        |               |                                                                                     |                                                                                     | |
| 186 | 153 |           | La vida y la gloria                                 | 3     | (anónimo)                     |               |                                                                                     |                                                                                     | |
| 187 | 442 |           | La zorrilla con el gallo                            | 3     | (anónimo)                     |               |                                                                                     |                                                                                     | |
| 188 | 316 | 184       | Levanta, Pascual, Levanta                           | 3     | Juan del Encina               |               |                                                                                     | ANT, HES, NEF, ACC, RES, MIN, FIC, CAP, REI                                         | Texto: Juan del Encina |
| 189 | 236 |           | Lo que demanda el romero                            | 4     | (anónimo)                     |               |                                                                                     |                                                                                     | |
| 190 | 249 | 382       | Lo que mucho se desea                               | 2     | Francisco de Peñalosa         |               |                                                                                     |                                                                                     | |
| 191 | 145 | 216       | Lo que queda es lo seguro                           | 3     | Pedro de Escobar              | villancico    | CME, MA7, PAR                                                                       |                                                                                     | Texto: Garci Sánchez de Badajoz |
| 192 | 146 | 99        | Lo que queda es lo seguro                           | 3     | (anónimo)                     |               |                                                                                     |                                                                                     | Texto: Garci Sánchez de Badajoz |
| 193 | 344 | 446       | Los braços trayo cansados                           | 3     | Millán                        |               |                                                                                     |                                                                                     | |
| 194 | 163 |           | Los que amor y fe se tienen                         | 3     | (anónimo)                     |               |                                                                                     |                                                                                     | |
| 195 | 108 |           | Los sospiros no sosiegan                            | 4     | Juan del Encina               |               | MA7                                                                                 | ANT, GOT, BEG, CDM                                                                  | |
| 196 | 456 |           | Llueve menudico                                     | 3     | (anónimo)                     |               |                                                                                     | AT2                                                                                 | |
| 197 | 46  | 57        | Malos adalides fueron                               | 3     | Badajoz                       |               |                                                                                     |                                                                                     | |
| 198 | 53  |           | Mano á mano los dos amores                          | 3     | (anónimo)                     |               |                                                                                     |                                                                                     | |
| 199 | 239 |           | Maravilla es cómo bivo                              | 3     | Millán                        |               |                                                                                     |                                                                                     | |
| 200 | 67  |           | Mas quiero morir por veros                          | 4     | Juan del Encina               |               |                                                                                     | ANT                                                                                 | Texto: Juan del Encina |
| 201 | 190 | 298       | Más vale trocar                                     | 4     | Juan del Encina               |               |                                                                                     | ANT, HES, KIN, GEN, CHR, ROM, BIN, VIR, MAG                                         | Texto: Juan del Encina |
| 202 | 349 | 118       | Mayoral del hato, ahau                              | 3     | Juan de Sanabria              |               |                                                                                     |                                                                                     | |
| 203 | 380 |           | Menga la del bustar                                 | 3     | (anónimo)                     |               |                                                                                     |                                                                                     | |
| 204 | 437 |           | Meu naranjedo non te fruta                          | 4     | (anónimo)                     |               |                                                                                     | AT2                                                                                 | |
| 205 | 458 |           | Meus olhos van per lo mare                          | 4     | (anónimo)                     |               |                                                                                     |                                                                                     | |
| 206 | 441 | 346       | Miedo m'e del Chiromiro                             | 3     | Alonso de Córdoba             |               |                                                                                     |                                                                                     | |
| 207 | 295 |           | Mi esperanza                                        | 3     | (anónimo)                     |               |                                                                                     |                                                                                     | |
| 208 | 64  |           | Mi libertad en sosiego                              | 4     | Juan del Encina               |               |                                                                                     | ANT, GOT, CAN, BIN, MIN, MAG, DUF                                                   | Texto: Juan del Encina |
| 209 | 142 |           | Mill cosas tiene ell amor                           | 3     | (anónimo)                     |               |                                                                                     |                                                                                     | |
| 210 | 41  |           | Mi mal por bien es tenido                           | 4     | Badajoz                       |               |                                                                                     |                                                                                     | |
| 211 | 176 |           | Mi muerte contra la vida                            | 3     | (anónimo)                     |               |                                                                                     |                                                                                     | |
| 212 | 50  |           | Minno amor dexistes ay                              | 3     | (anónimo)                     |               |                                                                                     |                                                                                     | |
| 213 | 119 | 185       | Mios fueron, mi coraçon                             | 3     | Millán                        |               |                                                                                     |                                                                                     | |
| 214 | 120 | 294       | Mios fueron, mi coraçon                             | 3     | Alonso de Mondéjar            |               |                                                                                     |                                                                                     | |
| 215 | 243 |           | Mi querer nunca mudado                              | 3     | Alonso de Córdoba             |               |                                                                                     |                                                                                     | |
| 216 | 21  | 29        | Mi querer tanto vos quiere                          | 4     | Enrique                       | canción       | CMC                                                                                 |                                                                                     | |
| 217 | 103 | 153       | Mi ventura, el caballero                            | 3     | Gabriel Mena                  |               |                                                                                     |                                                                                     | |
| 218 | 195 |           | Mi vida nunca reposa                                | 3     | (anónimo)                     |               |                                                                                     |                                                                                     | |
| 219 | 322 |           | Morirse quiere Alixandre                            | 3     | (anónimo)                     |               |                                                                                     |                                                                                     | |
| 220 | 34  | 44        | Mortal tristura me dieron                           | 4     | Juan del Encina               |               |                                                                                     | ANT, HES                                                                            | |
| 221 | 74  |           | Muchos van de amor heridos                          | 4     | (anónimo)                     |               |                                                                                     |                                                                                     | |
| 222 | 459 |           | (Música de una composición a la que falta la letra) | 3     | (anónimo)                     |               |                                                                                     |                                                                                     | |
| 223 | 319 | 103       | Muy crueles voces dan                               | 3     | (anónimo)                     |               | CMC                                                                                 |                                                                                     | |
| 224 | 16  | 23        | Muy triste será mi vida                             | 4     | Juan de Urrede                | canción       | CMC(3v)                                                                             |                                                                                     | Texto: Rodríguez del Padrón |
| 225 | 354 | 167       | Ninguno çierre las puertas                          | 3     | Juan del Encina               |               |                                                                                     | ANT                                                                                 | Texto: Juan del Encina |
| 226 | 58  | 72        | Niña, erguídeme los ojos                            | 3     | Francisco de Peñalosa         |               |                                                                                     |                                                                                     | |
| 227 | 59  | 108       | Niña, erguídeme los ojos                            | 3     | (anónimo)                     |               |                                                                                     |                                                                                     | |
| 228 | 60  | 403       | Niña, erguídeme los ojos                            | 3     | Alonso                        |               |                                                                                     |                                                                                     | |
| 229 | 374 |           | Niño amigo, ¿donde bueno?                           | 3     | (anónimo)                     |               |                                                                                     |                                                                                     | Texto: Jorge de Mercado |
| 230 | 105 |           | No debe seguir amores                               | 3     | (anónimo)                     |               |                                                                                     |                                                                                     | |
| 231 | 149 | 220       | No devo dar culpa a vos                             | 3     | Pedro de Escobar              | villancico    |                                                                                     |                                                                                     | |
| 232 | 191 |           | No desmayes, coraçon                                | 3     | Alonso de Mondéjar            |               |                                                                                     |                                                                                     | |
| 233 | 170 | 262       | No fie nadie en amor                                | 3     | Francisco de la Torre         |               |                                                                                     |                                                                                     | |
| 234 | 45  | 56        | No ay plazer en esta vida                           | 4     | Fernand Pérez de Medina       |               |                                                                                     |                                                                                     | |
| 235 | 159 |           | No he ventura, mezquino yo                          | 3     | (anónimo)                     |               |                                                                                     |                                                                                     | |
| 236 | 379 |           | No husies de buen tempero                           | 3     | Millán                        |               |                                                                                     |                                                                                     | |
| 237 | 451 | 391       | No me le digais mal, madre                          | 3     | Alonso Pérez de Alba          |               |                                                                                     |                                                                                     | |
| 238 | 24  |           | Non me place nin consiento                          | 3     | (anónimo)                     |               |                                                                                     |                                                                                     | |
| 239 | 182 |           | No penseis vos, pensamiento                         | 3     | Alonso de Mondéjar            |               |                                                                                     |                                                                                     | |
| 240 | 123 |           | No podrá maravillarse                               | 3     | (anónimo)                     |               |                                                                                     |                                                                                     | |
| 241 | 160 |           | No podrán ser acavadas                              | 3     | Alonso de Mondéjar            |               |                                                                                     |                                                                                     | |
| 242 | 118 |           | No puede el que os ha mirado                        | 4     | Gabriel Mena                  |               |                                                                                     |                                                                                     | |
| 243 | 408 | 114       | No pueden dormir mis ojos                           | 4     | Pedro de Escobar              | villancico    |                                                                                     | AT2                                                                                 | |
| 244 | 234 |           | No puedo apartarme                                  | 4     | (anónimo)                     |               |                                                                                     |                                                                                     | |
| 245 | 162 |           | No querades, fija                                   | 3     | (anónimo)                     |               |                                                                                     |                                                                                     | |
| 246 | 15  | 22        | No queriendo soys querida                           | 3     | Móxica                        | canción       | MA6, RIC                                                                            |                                                                                     | |
| 247 | 205 |           | No quiero que nadie sienta                          | 3     | (anónimo)                     |               |                                                                                     |                                                                                     | |
| 248 | 398 |           | No quiero ser monja, no                             | 3     | (anónimo)                     |               |                                                                                     | AT2                                                                                 | |
| 249 | 247 |           | No quiero tener querer                              | 3     | (anónimo)                     |               |                                                                                     | ANT                                                                                 | Texto: Juan del Encina |
| 250 | 369 |           | Norabuena vengas, Menga                             | 3     | (anónimo)                     |               |                                                                                     |                                                                                     | |
| 251 | 370 |           | Norabuena vengas, Menga                             | 3     | (anónimo)                     |               |                                                                                     |                                                                                     | |
| 252 | 35  |           | No se puede llamar fe                               | 3     | Juan del Encina               |               |                                                                                     | ANT                                                                                 | Texto: Juan del Encina |
| 253 | 229 |           | No soy yo quien la descubre                         | 3     | Gabriel Mena                  |               |                                                                                     |                                                                                     | |
| 254 | 226 |           | No teneis la culpa vos                              | 3     | Alonso de Mondéjar            |               |                                                                                     |                                                                                     | |
| 255 | 107 | 162       | No tienen vado mis males                            | 4     | Juan del Encina               |               | CME, UPS                                                                            | ANT, GUI, AKA                                                                       | |
| 256 | 364 | 229       | Nuestr'ama, Minguillo                               | 3     | Pedro de Escobar              | villancico    |                                                                                     |                                                                                     | |
| 257 | 278 |           | Nuestro bien e gran consuelo                        | 3     | (anónimo)                     |               |                                                                                     |                                                                                     | |
| 258 | 372 | 281       | Nuevas te traigo, Carillo                           | 4     | Juan del Encina               |               | CMC                                                                                 | ANT, GCS                                                                            | Texto: Juan del Encina |
| 259 | 1   | 1         | Nunca fue pena mayor                                | 3     | Juan de Urrede                | canción       | CMC, CMS, PIX, GAL, OXF, Q16, Q17, Q18, MA6, MA8, RIC, PER, CGC, VER, CHI, HAR, SPI |                                                                                     | Texto: Duque de Alba |
| 260 | 126 | 192       | Nunca yo, señora, os viera                          | 3     | Antonio de Ribera             | villancico    |                                                                                     |                                                                                     | |
| 261 | 440 |           | Ñar ñarete, giron giron bete                        | 3     | (anónimo)                     |               |                                                                                     |                                                                                     | |
| 262 | 286 | 124       | O alto bien sin revés                               | 3     | Pedro de Escobar??            |               |                                                                                     |                                                                                     | |
| 263 | 303 | 413       | O ascondida verdad                                  | 3     | Alfonso de Troya              |               |                                                                                     |                                                                                     | |
| 264 | 86  |           | O bendita sea la hora                               | 3     | Gabriel Mena                  |               |                                                                                     |                                                                                     | |
| 265 | 339 |           | O castillo de Montanges                             | 3     | (anónimo)                     |               |                                                                                     | ANT, CHR, GCS                                                                       | Música anónima atribuida a Enzina |
| 266 | 51  | 62        | O quan dulçe serias, muerte                         | 3     | Francisco de la Torre         |               |                                                                                     |                                                                                     | |
| 267 | 276 |           | O cuan triste y cuan penado                         | 3     | (anónimo)                     |               |                                                                                     |                                                                                     | |
| 268 | 130 |           | O cuidado mensajero                                 | 3     | Gabriel Mena                  |               |                                                                                     |                                                                                     | |
| 269 | 39  | 49        | O desdichado de mi                                  | 3     | Badajoz                       |               |                                                                                     |                                                                                     | |
| 270 | 134 | 200-211 ? | O dichoso y desdichado                              | 4     | Juan Alvárez de Almorox       |               |                                                                                     |                                                                                     | |
| 271 | 270 | 452       | O dulce y triste memoria                            | 3     | Millán                        |               |                                                                                     |                                                                                     | |
| 272 | 390 |           | O que ama tan garrida                               | 3     | Alonso de Toro                |               |                                                                                     |                                                                                     | |
| 273 | 302 |           | O Reyes magos benditos                              | 3     | Juan del Encina               |               |                                                                                     | ANT                                                                                 | Texto: Juan del Encina |
| 274 | 257 | 405       | O triste, qu'estoy penado                           | 3     | Juan Ponce                    |               |                                                                                     |                                                                                     | |
| 275 | 37  |           | O triunfante dona                                   | 3     | (anónimo)                     |               |                                                                                     |                                                                                     | |
| 276 | 311 |           | O Virgen muy gloriosa                               | 3     | (anónimo)                     |               |                                                                                     |                                                                                     | |
| 277 | 144 |           | Ojos mis ojos, tan garridos ojos                    | 3     | (anónimo)                     |               |                                                                                     |                                                                                     | |
| 278 | 171 | 263       | Ojos morenicos                                      | 3     | Pedro de Escobar              | villancico    |                                                                                     |                                                                                     | |
| 279 | 425 |           | Olhademe, gentil dona                               | 4     | (anónimo)                     |               |                                                                                     |                                                                                     | |
| 280 | 386 |           | Ora baila tú, mas baila tutú                        | 3     | (anónimo)                     |               |                                                                                     |                                                                                     | |
| 281 | 347 | 73        | Ora sus, pues qu'ansí es                            | 4     | Pedro de Escobar              | villancico    |                                                                                     |                                                                                     | |
| 282 | 282 | 55        | O sancta clemens, o pia                             | 3     | Alfonso de Troya              |               |                                                                                     |                                                                                     | |
| 283 | 253 |           | Otro bien si á vos no tengo                         | 3     | (anónimo)                     |               |                                                                                     |                                                                                     | |
| 284 | 447 |           | Otro tal misacantano                                | 3     | (anónimo)                     |               |                                                                                     |                                                                                     | |
| 285 | 156 |           | O vos omnes qui transitis                           | 3     | Millán                        |               |                                                                                     |                                                                                     | |
| 286 | 444 | 358       | O voy                                               |       | Roma                          | 4             |                                                                                     | AT2                                                                                 | |
| 287 | 241 | 373       | Oyan todos mi tormento                              | 4     | Alonso de Mondéjar            |               |                                                                                     |                                                                                     | |
| 288 | 242 |           | Oyan todos mi tormento                              | 4     | Gabriel Mena                  |               |                                                                                     |                                                                                     | |
| 289 | 280 | 28        | Oya tu merçed y crea                                | 3     | (anónimo)                     |               | CMC, CMS                                                                            |                                                                                     | Texto: Juan de mena |
| 290 | 180 |           | Paguen mis ojos, pues vieron                        | 3     | Juan del Encina               |               |                                                                                     | ANT                                                                                 | Texto: Juan del Encina |
| 291 | 399 | 11        | Pánpano verde                                       | 4     | Francisco de la Torre         |               |                                                                                     | AT                                                                                  | |
| 292 | 129 |           | Para que mi pensamiento                             | 3     | Millán                        |               |                                                                                     |                                                                                     | |
| 293 | 230 |           | Para verme con ventura                              | 3     | Juan del Encina               |               | CMS, UPS                                                                            | ANT, GUI                                                                            | Texto: Juan del Encina |
| 294 | 231 |           | Para verme con ventura                              | 3     | (anónimo)                     |               |                                                                                     |                                                                                     | Texto: Juan del Encina |
| 295 | 232 | 175       | Para verme con ventura                              | 3     | Juan Ponce                    |               |                                                                                     |                                                                                     | Texto: Juan del Encina |
| 296 | 55  |           | Partir, corazón, partir                             | 3     | Juan del Encina               |               |                                                                                     | ANT                                                                                 | |
| 297 | 121 |           | Partístesos, mis amores                             | 3     | Juan del Encina               |               |                                                                                     | ANT                                                                                 | |
| 298 | 217 | 337       | Pasame, por Dios, varquero                          | 3     | Pedro de Escobar              | villancico    | CME, LIS                                                                            |                                                                                     | |
| 299 | 331 | 136       | Pascua de'Espíritu Santo                            | 3     | Francisco de la Torre         |               |                                                                                     |                                                                                     | |
| 300 | 446 |           | Pase el agoa, ma Julieta                            | 4     | (anónimo)                     |               |                                                                                     | GCS                                                                                 | |
| 301 | 427 | 244       | Paseisme aor'alla, serrana                          | 3     | Pedro de Escobar              | villancico    |                                                                                     |                                                                                     | |
| 302 | 428 | 245       | Paseisme ahora allá, serrana                        | 4     | Pedro de Escobar              |               |                                                                                     |                                                                                     | |
| 303 | 363 |           | Pastorcico, non te aduermas                         | 3     | (anónimo)                     |               |                                                                                     |                                                                                     | |
| 304 | 371 |           | Pedro, y bien te quiero                             | 3     | Juan del Encina               |               |                                                                                     | ANT, DAN, ACC, CON, CDM, GCS                                                        | Texto: Juan del Encina |
| 305 | 387 | 428       | Pelayo, tan buen esfuerço                           | 3     | Juan del Encina               |               | CMB                                                                                 | ANT                                                                                 | |
| 306 | 33  | 43        | Peligroso pensamiento                               | 3     | Francisco de la Torre         |               | CMS                                                                                 |                                                                                     | |
| 307 | 102 |           | Pensad ora'n al                                     | 3     | (anónimo)                     |               |                                                                                     |                                                                                     | |
| 308 | 99  |           | Pensamiento, ve do vas                              | 4     | (anónimo)                     |               | CMC                                                                                 |                                                                                     | |
| 309 | 266 |           | Perche me fuge amore                                | 3     | (anónimo)                     |               |                                                                                     |                                                                                     | |
| 310 | 434 |           | Perdi la mi rueca                                   | 3     | (anónimo)                     |               |                                                                                     |                                                                                     | |
| 311 | 449 | 387       | Pero Gonçalez                                       | 3     | Alonso                        |               |                                                                                     |                                                                                     | |
| 312 | 329 |           | Pésame de vos, el Conde                             | 4     | Juan del Encina               |               |                                                                                     | ANT                                                                                 | |
| 313 | 389 | 364       | Plaçer y gasajo                                     | 4     | Alonso                        |               |                                                                                     |                                                                                     | |
| 314 | 47  | 58        | Plega a Dios que alguno quieras                     | 3     | (anónimo)                     |               |                                                                                     |                                                                                     | |
| 315 | 43  | 53        | Poco a poco me rodean                               | 3     | Badajoz                       | 3             |                                                                                     |                                                                                     | |
| 316 | 423 | 235       | Por beber, comadre                                  | 3     | Juan de Triana                | villancico    | CMC                                                                                 | AT2                                                                                 | |
| 317 | 23  | 31        | Por las gracias que teneis                          | 3     | Juan Fernández de Madrid      |               |                                                                                     |                                                                                     | |
| 318 | 438 | 311       | Por las sierras de Madrid                           | 6     | Francisco de Peñalosa         |               |                                                                                     |                                                                                     | |
| 319 | 335 | 150       | Por los campos de los moros                         | 3     | Francisco de la Torre         |               |                                                                                     |                                                                                     | |
| 320 | 69  |           | Por Mayo era, por Mayo                              | 4     | (anónimo)                     |               |                                                                                     | GCS                                                                                 | Texto: Don Alonso de Cardona?? |
| 321 | 203 | 319       | Porque de ageno cuidado                             | 3     | Millán                        |               |                                                                                     |                                                                                     | |
| 322 | 140 | 200-211 ? | Porque vos vi                                       | 4     | Juan Alvárez de Almorox       |               |                                                                                     |                                                                                     | |
| 323 | 233 | 355       | Por serviros, triste yo                             | 3     | Ajofrín                       |               |                                                                                     |                                                                                     | |
| 324 | 81  | 107       | Por unos puertos arriba                             | 4     | Antonio de Ribera             | romance       |                                                                                     | ANT                                                                                 | Texto: Juan del Encina |
| 325 | 245 |           | Por vos mal me viene                                | 3     | (anónimo)                     |               |                                                                                     |                                                                                     | |
| 326 | 248 |           | Pues amas, triste amador                            | 3     | (anónimo)                     |               |                                                                                     | ANT                                                                                 | Texto: Juan del Encina Música anónima atribuida a Enzina |
| 327 | 450 | 389       | Pues bien para esta                                 | 4     | Garcimuñoz                    |               |                                                                                     |                                                                                     | |
| 328 | 10  | 16        | Pues con sobra de tristura                          | 3     | Enrique                       | canción       | CMC(4v)                                                                             |                                                                                     | |
| 329 | 285 |           | Pues es muerto el Rey del cielo                     | 3     | (anónimo)                     |               |                                                                                     |                                                                                     | |
| 330 | 213 | 333       | Pues la vida en mal tan fuerte                      | 3     | Millán                        |               |                                                                                     |                                                                                     | Misma música que Si ell esperança es dudosa |
| 331 | 194 |           | Pues no te duele mi muerte                          | 4     | Juan del Encina               |               |                                                                                     | ANT                                                                                 | Texto: Juan del Encina |
| 332 | 2   | 2         | Pues que Dios te fizo tal                           | 3     | Juan Cornago                  |               | CMC                                                                                 |                                                                                     | |
| 333 | 3   | 5         | Pues que Dios te fizo tal                           | 3     | Juan Fernández de Madrid      | canción       |                                                                                     |                                                                                     | Es una pieza de Juan Cornago con el triplum debido a Juan Fernández de Madrid |
| 334 | 22  |           | Pues que jamás olvidaros                            | 4     | Juan del Encina               |               | CMS, MA7, DEF                                                                       | ANT, PAL, ACC, CAP                                                                  | |
| 335 | 125 |           | Pues que mi triste penar                            | 3     | Juan del Encina               |               |                                                                                     | ANT, JOU                                                                            | Texto: Juan del Encina |
| 336 | 112 |           | Pues que no os doleis del mal                       | 3     | (anónimo)                     |               |                                                                                     |                                                                                     | |
| 337 | 211 | 331       | Pues que todo os descontenta                        | 3     | Francisco de la Torre         |               |                                                                                     |                                                                                     | |
| 338 | 314 |           | Pues que tú, Reina del cielo                        | 3     | (anónimo)                     |               |                                                                                     | ANT, CAN                                                                            | Texto: Juan del Encina |
| 339 | 224 |           | Pues que vuestro desamor                            | 3     | (anónimo)                     |               |                                                                                     |                                                                                     | |
| 340 | 177 | 271       | Pues que ya nunca nos veis                          | 4     | Juan del Encina               |               |                                                                                     | ANT, LAN                                                                            | |
| 341 | 20  | 27        | Pues serviçio vos desplase                          | 4     | Enrique                       | canción       | PER                                                                                 |                                                                                     | Texto: Monsalve?? En la fuente PER figura como compuesta por Robert Morton. |
| 342 | 90  | 127       | Pues vivo en perder la vida                         | 3     | Francisco de Peñalosa         |               |                                                                                     |                                                                                     | |
| 343 | 116 |           | Puse mis amores                                     | 3     | Badajoz                       |               |                                                                                     |                                                                                     | |
| 344 | 92  | 129       | Que bien me lo veo                                  | 3     | Salcedo                       |               |                                                                                     |                                                                                     | |
| 345 | 93  | 139       | Que bien me lo veo                                  | 4     | (anónimo)                     |               |                                                                                     |                                                                                     | |
| 346 | 106 | 158       | Quedaos, adiós.- ¿A donde vais?                     | 4     | Pedro de Escobar              | villancico    |                                                                                     |                                                                                     | |
| 347 | 382 | 304       | Quedate, Carillo, adiós                             | 4     | Juan del Encina               |               |                                                                                     | ANT, HES                                                                            | |
| 348 | 352 |           | Que desgraciada zagala                              | 3     | Lope de Baena                 |               |                                                                                     |                                                                                     | |
| 349 | 187 | 290       | Que dolor mas me doliera                            | 3     | Francisco de Peñalosa         |               |                                                                                     |                                                                                     | |
| 350 | 72  | 90        | Quexome de ti, ventura                              | 3     | Pedro de Lagarto              | romance       |                                                                                     |                                                                                     | |
| 351 | 100 |           | Que más bien aventuransa                            | 3     | Millán                        |               |                                                                                     |                                                                                     | |
| 352 | 212 | 332       | Qué mayor desaventura                               | 3     | Antonio de Contreras          |               |                                                                                     |                                                                                     | Texto: Vizconde de Altamira |
| 353 | 131 | 198       | Qué me quereis, caballero                           | 3     | (anónimo)                     |               |                                                                                     |                                                                                     | |
| 354 | 173 |           | Qué puedo perder que pierda                         | 3     | Millán                        |               |                                                                                     |                                                                                     | |
| 355 | 114 |           | Queredme bien, caballero                            | 3     | Gabriel Mena                  |               |                                                                                     |                                                                                     | |
| 356 | 315 | 74        | Qu'es de ti desconsolado                            | 3     | Juan del Encina               |               |                                                                                     | ANT, HES, SPA, DAN, ROM, ARA, ACC, OLA, PAN, CDM, REI, GCS                          | Texto: Juan del Encina |
| 357 | 151 | 222       | Qué vida terná sin vos                              | 3     | Bernaldino de Brihuega        |               |                                                                                     |                                                                                     | Texto: Diego de Quirós |
| 358 | 167 |           | Quien pone su afición                               | 3     | Badajoz                       |               |                                                                                     |                                                                                     | |
| 359 | 122 | 187       | Quien tal árbol pone                                | 3     | Alfonso de Troya              |               |                                                                                     |                                                                                     | |
| 360 | 360 |           | Quien te hizo, Juan pastor                          | 3     | Badajoz                       |               |                                                                                     |                                                                                     | |
| 361 | 82  | 283       | Quien te traxo, cavallero                           | 3     | Juan del Encina               |               | CME                                                                                 | ANT, MAP, CIB                                                                       | Texto: Juan del Encina |
| 362 | 52  |           | Quien vevir libre desea                             | 3     | (anónimo)                     |               |                                                                                     |                                                                                     | |
| 363 | 85  |           | Quien vos había de llevar                           | 4     | (anónimo)                     |               |                                                                                     |                                                                                     | |
| 364 | 199 |           | Razón, que fuerça no quiere                         | 4     | Juan del Encina               |               |                                                                                     | ANT                                                                                 | Texto: Juan del Encina |
| 365 | 391 |           | Recuerda, Carillo Juan                              | -     | (anónimo)                     |               |                                                                                     |                                                                                     | Sin música |
| 366 | 279 | 19        | Reyna y Madre de Dios                               | 1     | (anónimo)                     |               |                                                                                     |                                                                                     | |
| 367 | 201 |           | Remediad, señora mia                                | 3     | Juan del Encina               |               |                                                                                     | ANT                                                                                 | Texto: Juan del Encina |
| 368 | 202 |           | Remediad, señora mia                                | 3     | (anónimo)                     |               |                                                                                     |                                                                                     | Texto: Juan del Encina |
| 369 | 165 |           | Remedio para bevir                                  | 3     | Alonso de Mondéjar            |               |                                                                                     |                                                                                     | |
| 370 | 262 | 436       | Revelose mi cuidado                                 | 3     | Juan del Encina               |               |                                                                                     | ANT                                                                                 | |
| 371 | 400 |           | Rodrigo Martínez                                    | 2     | (anónimo)                     |               |                                                                                     |                                                                                     | Música incompleta |
| 372 | 288 |           | Rogad vos, Virgen, rogad                            | 3     | Lope de Baena                 |               |                                                                                     |                                                                                     | |
| 373 | 240 | 369       | Romerico, tú que vienes                             | 3     | Juan del Encina               |               | CME, CMS                                                                            | ANT, VAL, BER, COM, ALT, SPI, DAE, UFF                                              | Texto: Juan del Encina |
| 374 | 320 |           | Rómpase la sepoltura                                | 3     | (anónimo)                     |               |                                                                                     |                                                                                     | |
| 375 | 31  | 41        | Ruego a Dios que amando mueras                      | 3     | Juan Pérez de Gijón           | canción       |                                                                                     |                                                                                     | |
| 376 | 133 | 199       | Sacaronme los pesares                               | 3     | Pedro de Escobar              | villancico    | CME, LIS, PAR                                                                       |                                                                                     | Texto: Garci Sánchez de Badajoz |
| 377 | 42  | 52        | Señora, cual soy venido                             | 3     | Juan Cornago / Juan de Triana | villancico    | CMC                                                                                 |                                                                                     | Texto: Marqués de Santillana En la versión del CMC, el nombre de Juan Cornago aparece junto al tiple y el de Juan de Triana junto al bajo. En la versión del CMP, aparece como anónimo, pero el musicólogo Higinio Anglés, se la atribuyó en exclusiva a Cornago. |
| 378 | 66  |           | Señora de hermosura                                 | 4     | Juan del Encina               |               |                                                                                     | ANT, BIN, CDM                                                                       | |
| 379 | 219 | 339       | Señora, después que os vi                           | 3     | Millán                        |               |                                                                                     |                                                                                     | Texto: Diego de Quirós |
| 380 | 273 |           | Señora, vuestro valor                               | 3     | (anónimo)                     |               |                                                                                     |                                                                                     | |
| 381 | 346 | 71        | Serrana del bel mirar                               | 3     | Millán                        |               |                                                                                     |                                                                                     | |
| 382 | 218 |           | Serviros y bien amaros                              | 3     | Juan del Encina               |               |                                                                                     | ANT                                                                                 | |
| 383 | 263 |           | Serviros ya y no oso                                | 1     | (anónimo)                     |               |                                                                                     |                                                                                     | Solo hay una parte del tiple |
| 384 | 332 |           | Setenil, ay Setenil                                 | -     | (anónimo)                     |               |                                                                                     |                                                                                     | Sin música |
| 385 | 65  | 178       | Sy amor pone las escalas                            | 4     | Juan del Encina               |               |                                                                                     | ANT, CDM                                                                            | Texto: Juan del Encina |
| 386 | 323 |           | Si d'amor pena sentis                               | 4     | (anónimo)                     |               |                                                                                     | AT2                                                                                 | |
| 387 | 238 | 367       | Si dolor sufro secreto                              | 3     | Millán                        |               |                                                                                     |                                                                                     | |
| 388 | 228 | 351       | Si ell esperança es dudosa                          | 3     | Millán                        |               |                                                                                     |                                                                                     | Misma música que Pues la vida en mal tan fuerte |
| 389 | 9   |           | Siempre creçe mi serviros                           | 3     | Juan Fernández de Madrid      |               | CMC                                                                                 |                                                                                     | |
| 390 | 448 |           | Si habéis dicho, marido                             | 3     | (anónimo)                     |               |                                                                                     |                                                                                     | |
| 391 | 415 | 179       | Si abrá en este baldrés                             | 4     | Juan del Encina               |               |                                                                                     | ANT, HES, KIN, ROM, ACC, PIF, VIR, CDM, GCS                                         | |
| 392 | 192 |           | Si la noche es temerosa                             | 3     | (anónimo)                     |               |                                                                                     |                                                                                     | |
| 393 | 127 |           | Si lo dicen, digan                                  | 4     | (anónimo)                     |               |                                                                                     |                                                                                     | |
| 394 | 189 | 252-297   | Si mi señora m'olvida                               | 3     | Pedro Juan Aldomar            | villancico    |                                                                                     |                                                                                     | |
| 395 | 128 |           | Sy no piensas remediar                              | 3     | Millán                        |               |                                                                                     |                                                                                     | |
| 396 | 330 | 135       | Sobre baza estaba el Rey                            | 3     | (anónimo)                     |               |                                                                                     |                                                                                     | |
| 397 | 402 |           | So ell encina encina                                | 4     | (anónimo)                     |               |                                                                                     | AT2                                                                                 | |
| 398 | 420 |           | Sola me dejastes                                    | 3     | (anónimo)                     |               |                                                                                     |                                                                                     | |
| 399 | 421 |           | Sola me dejastes                                    | 4     | Gabriel Mena                  |               |                                                                                     |                                                                                     | |
| 400 | 404 |           | Sol sol gi gi a b c                                 | 3     | Alonso                        |               |                                                                                     |                                                                                     | |
| 401 | 225 |           | Sospiros, no me dejeis                              | 3     | Badajoz                       |               |                                                                                     |                                                                                     | |
| 402 | 154 |           | Sospiros, pues que descansa                         | 3     | Alonso de Mondéjar            |               |                                                                                     |                                                                                     | |
| 403 | 40  |           | Soy contento y vos servida                          | 3     | Juan del Encina               |               |                                                                                     | ANT                                                                                 | Texto: Juan del Encina |
| 404 | 91  |           | Soy doncella enamorada                              | 3     | (anónimo)                     |               |                                                                                     |                                                                                     | |
| 405 | 204 | 323       | Sufriendo con fe tan fuerte                         | 3     | Millán                        |               |                                                                                     |                                                                                     | |
| 406 | 109 |           | Tales son mis pensamientos                          | 3     | Alonso de Mondéjar            |               |                                                                                     |                                                                                     | |
| 407 | 269 |           | Tal es su valor presente                            | 3     | (anónimo)                     |               |                                                                                     |                                                                                     | |
| 408 | 393 | 426       | Tan buen ganadico                                   | 4     | Juan del Encina               |               |                                                                                     | ANT, CAN, OAK, TER, MAP                                                             | Texto: Juan del Encina |
| 409 | 267 | 448       | Temeroso de sufrir                                  | 3     | Millán                        |               |                                                                                     |                                                                                     | |
| 410 | 333 |           | Tiempo es, ell escudero                             | 3     | (anónimo)                     |               |                                                                                     |                                                                                     | |
| 411 | 284 |           | Tierra y cielo se quejaban                          | 3     | (anónimo)                     |               |                                                                                     |                                                                                     | |
| 412 | 397 | 6         | Tir'alla, que non quiero                            | 3     | Alonso                        |               |                                                                                     |                                                                                     | |
| 413 | 184 | 287       | Todo quanto yo serví                                | 3     | Lope de Baena                 |               |                                                                                     |                                                                                     | |
| 414 | 104 | 156       | Todo mi bien e perdido                              | 4     | Juan Ponce                    |               |                                                                                     |                                                                                     | |
| 415 | 113 |           | Todos duermen, corazón                              | 3     | Lope de Baena                 |               |                                                                                     |                                                                                     | |
| 416 | 265 |           | Todos los bienes del mundo                          | 4     | Juan del Encina               |               | MA7                                                                                 | ANT, JOC, RIC, ACC, MAG, CAT, CON, WIM, REI, DAE                                    | |
| 417 | 256 |           | Todos van de amor heridos                           | 4     | Jacobus de Milarte            |               |                                                                                     |                                                                                     | |
| 418 | 221 | 341       | Torre de la niña, y date                            | 2     | Juan Ponce                    |               |                                                                                     |                                                                                     | |
| 419 | 222 |           | Torre de la niña, y date                            | 4     | (anónimo)                     |               |                                                                                     |                                                                                     | |
| 420 | 17  | 24        | Tres morillas m'enamoran                            | 3     | (anónimo)                     |               |                                                                                     | GCS                                                                                 | |
| 421 | 18  | 25        | Tres moricas m'enamoran                             | 3     | Diego Fernández               |               |                                                                                     |                                                                                     | |
| 422 | 317 | 83        | Triste España sin ventura                           | 4     | Juan del Encina               |               |                                                                                     | ANT, HES, RES, MUN, MAD, NEF, CAN, LAN, OLA, CAP, NOT                               | |
| 423 | 334 |           | Triste está la reyna, triste                        | 4     | Antonio de Contreras          |               |                                                                                     |                                                                                     | |
| 424 | 96  | 140       | Triste, que será de mí                              | 3     | Francisco de la Torre         |               |                                                                                     |                                                                                     | |
| 425 | 12  | 18        | Tristesa, quien a mi vos dio                        | 3     | Alonso                        |               |                                                                                     |                                                                                     | |
| 426 | 13  | 112       | Tristeza, quien a mi os dio                         | 4     | (anónimo)                     |               |                                                                                     |                                                                                     | |
| 427 | 457 | 447       | Tu que vienes de camino                             | 2     | Francisco de Peñalosa         |               |                                                                                     |                                                                                     | |
| 428 | 375 | 285       | Una amiga tengo, hermano                            | 3     | Juan del Encina               |               | CME                                                                                 | ANT, CON                                                                            | Texto: Juan del Encina |
| 429 | 351 | 154       | Una montaña pasando                                 | 4     | Garcimuñoz                    |               |                                                                                     |                                                                                     | |
| 430 | 327 | 126       | Una sañosa porfía                                   | 4     | Juan del Encina               |               |                                                                                     | ANT, HES, COH, CHR, WAV, CAM, MIN, FIC, OLA, GCS                                    | |
| 431 | 206 |           | Unos ojos morenicos                                 | 3     | (anónimo)                     |               |                                                                                     |                                                                                     | |
| 432 | 417 |           | Un, señora, muerto habías                           | 4     | (anónimo)                     |               |                                                                                     |                                                                                     | |
| 433 | 94  |           | Un solo fin de mis males                            | 3     | Alonso de Mondéjar            |               |                                                                                     |                                                                                     | |
| 434 | 367 |           | Vamos, vamos á cenar                                | 3     | Jacobus de Milarte            |               |                                                                                     |                                                                                     | |
| 435 | 409 | 122       | Ved, comadres, que dolençia                         | 4     | Millán                        |               |                                                                                     |                                                                                     | |
| 436 | 183 | 286       | Vençedores son tus ojos                             | 3     | Pedro de Escobar              | villancico    |                                                                                     |                                                                                     | |
| 437 | 111 |           | Vida y alma el que os mirare                        | 3     | Gabriel Mena                  |               |                                                                                     |                                                                                     | |
| 438 | 460 | 455       | Viejo malo en la mi cama                            | 4     | Sedano                        |               |                                                                                     |                                                                                     | |
| 439 | 305 | 416       | Virgen bendita sin par                              | 4     | Pedro de Escobar              | villancico    |                                                                                     |                                                                                     | |
| 440 | 312 | 430       | Virgen dina y muy fermosa                           | 3     | Alonso                        |               |                                                                                     |                                                                                     | |
| 441 | 293 |           | Vos mayor, vos meor                                 | 3     | Lope de Baena                 |               |                                                                                     |                                                                                     | |
| 442 | 80  | 105       | Vox clamantis in deserto                            | 3     | Bartolomeo Trombocino         | fottola       | FR3                                                                                 |                                                                                     | Texto: Serafino dall' Aquila |
| 443 | 117 |           | Vuestros amores he, señora                          | 4     | Juan del Encina               |               |                                                                                     | ANT, CHR, DUF                                                                       | |
| 444 | 157 |           | Vuestros ojos morenillos                            | 3     | (anónimo)                     |               |                                                                                     |                                                                                     | |
| 445 | 413 | 155       | Ya cantan los gallos                                | 4     | Vilches                       |               | CME                                                                                 |                                                                                     | |
| 446 | 186 |           | Ya cerradas son las puertas                         | 3     | Juan del Encina               |               |                                                                                     | ANT                                                                                 | Textos: Juan del Encina |
| 447 | 110 | 166       | Ya murieron los placeres                            | 3     | Garcimuñóz                    |               |                                                                                     |                                                                                     | |
| 448 | 264 | 439       | Ya no quiero aver plaser                            | 3     | Juan de Valera                |               |                                                                                     |                                                                                     | |
| 449 | 381 |           | Ya no quiero ser vaquero                            | 3     | Juan del Encina               |               | CMS                                                                                 | ANT                                                                                 | Texto: Juan del Encina |
| 450 | 300 |           | Ya no quiero tener fe                               | 3     | Juan del Encina               |               | CMS                                                                                 | ANT, MAY, DAE, BOR                                                                  | |
| 451 | 385 |           | Ya no spero qu'en mi vida                           | 3     | Juan del Encina               |               |                                                                                     | ANT                                                                                 | |
| 452 | 260 |           | Ya no teneis mal que darme                          | 3     | (anónimo)                     |               |                                                                                     |                                                                                     | |
| 453 | 290 |           | Ya somos del todo libres                            | 4     | (anónimo)                     |               |                                                                                     |                                                                                     | |
| 454 | 383 |           | Ya soy desposado                                    | 3     | Juan del Encina               |               |                                                                                     | ANT, CAM, VIR                                                                       | Texto: Juan del Encina |
| 455 | 14  | 21        | Yo con vos, señora                                  | 3     | (anónimo)                     |               |                                                                                     |                                                                                     | |
| 456 | 84  |           | Yo creo que no os dio Dios                          | 3     | Gabriel Mena                  |               |                                                                                     |                                                                                     | |
| 457 | 324 |           | Yo me soy la Reina viuda                            | 4     | (anónimo)                     |               |                                                                                     | AT2                                                                                 | |
| 458 | 62  |           | Yo me staba reposando                               | 4     | Juan del Encina               |               |                                                                                     | ANT, SEP                                                                            | Texto: Juan del Encina |
| 459 | 161 |           | Yo pensé que mi ventura                             | 4     | Gabriel Mena                  |               |                                                                                     |                                                                                     | |
| 460 | 418 |           | Zagalega del Casar                                  | 4     | (anónimo)                     |               |                                                                                     |                                                                                     | |
| 461 | 443 | 357       | Çutegon e singuel deriquegon                        | 3     | (anónimo)                     |               |                                                                                     |                                                                                     | |

Concordancias con otras fuentes musicales: 
- Manuscritos:
  - CMB - Barcelona, Biblioteca de Catalunya, Ms 454 (Cancionero de Barcelona) (E-Bbc 454)
  - BBU - Bolonia, Biblioteca Universitaria, Ms. 596.HH.2/4 (I-Bu 596.HH.2/4) (Tablatura para tecla)
  - Q16 - Bolonia, Cívico Museo Bibliografico Musicale, MS Q16 (I-Bc Q 16)
  - Q17 - Bolonia, Cívico Museo Bibliografico Musicale, MS Q17 (I-Bc Q 17)
  - Q18 - Bolonia, Cívico Museo Bibliografico Musicale, MS Q18 (I-Bc Q 18)
  - CHI - Chicago, The Newberry Library, Case MS VM C. 25 (US-Cn Case ms. VM 140 C.25) (Libro de laúd de Vincenzo Capirola)
  - COI - Coímbra, Biblioteca Geral da Universidade, MS M.12 (P-Cug M.12)
  - CME - Elvas, Biblioteca Municipal Públia Hortênsia, Ms 11793 (Cancionero de Elvas) (P-Em 11793)
  - MA7 - Florencia, Biblioteca Nazionale Centrale, Ms. Magl. XIX. 107 bis (I-Fn Magl.XIX 107 bis)
  - MA6 - Florencia, Biblioteca Nazionale Centrale, Ms. Magl. XIX. 176 (I-Fn Magl.XIX 176)
  - MA8 - Florencia, Biblioteca Nazionale Centrale, Ms. Magl. XIX. 178 (I-Fn Magl.XIX 178)
  - RIC - Florencia, Biblioteca Riccardiana, MS. 2356 (I-Fr 2356)
  - LIS - Lisboa, Biblioteca Nacional Colecção Dr. Ivo Cruz, MS 60 (Cancionero de Lisboa) (P-Ln Res C.I.C. 60)
  - CMM - Madrid, Biblioteca de la Casa del Duque de Medinaceli, Ms 13230 (Cancionero de Medinaceli)
  - OXF - Oxford, Bodleian Library, MS. Ashmole 831 (GB-Ob Ashmole 831)
  - PAR - París, Bibliothèque École Nationale Supérieure des Beaux-Arts Masson 56) (Cancionero de Paris) (F-Pba 56: Masson)
  - PIX - París, Bibliothèque Nationale, fonds française 15123 (Chansonnier Pixérécourt) (F-Pn 15123)
  - PBN - París, Bibliothèque Nationale, Ms Rés. Vm 676
  - PER - Perugia, Biblioteca Comunale Augusta, Ms. 431 (olim G20) (I-PEc 431)
  - CGC - Roma, Biblioteca Apostólica Vaticana, C. G.XIII. 2 7 (Cappella Giulia Chansonnier) (I-Rvat CG XIII.27 ).
  - GAL - Saint Gall, Stiftsbibliothek, MS 463 (CH-SGs 463) (Tschudi Liederbuch)
  - CMS - Segovia, Catedral, Archivo Capitular, s.s. (Cancionero de Segovia) (E-SE s.s)
  - CMC - Sevilla, Catedral Metropolitana, Biblioteca Capitular y Colombina, Ms. 7-I-28 (Cancionero de la Colombina) (E-S 7-I-28)
  - VER - Verona, Biblioteca Capitolare. MS 752 (I-VEcap 757)
  - TAR - Tarazona, Archivo Capitular de la Catedral, ms. 2/3 (E-TZ 2/3)

- Libros impresos:
  - HAR - Harmonice Musices Odhecaton. Ottaviano Petrucci, Venecia, 1501
  - FRO - Frottole Libro séptimo. Petrucci
  - FR3 - Frottole Libro tertio. Petrucci
  - SPI - Intabulatura de lauto, libro primo. Francesco Spinacino, 1507
  - UPS - Cancionero de Upsala
  - DEF - João IV de Portugal, "Defensa de la música moderna" (Lisboa, 1649)

## Discografía
- El cancionero de palacio: 1474-1516. Jordi Savall. Hespèrion XX. Astree E8762. 1991.
- Cancionero Musical de Palacio. Thomas Wimmer. Accentus Ensemble. Naxos.
- Sola m'ire. Cancionero de Palacio. Dominique Vellard. Ensemble Gilles Binchois. Virgin Veritas 45359. 1996.
- El Cancionero Musical de Palacio. Musik aus der Zeit der Katholischen Könige in Spanien, 1450-1550. Ensemble Danserye. Preiser Records 90028. 1989.
- Music from the Time of Christopher Columbus. Musica Reservata. Philips 432 821-2 PM. 1968.
- Music From the Time of Columbus. Philip Pickett. New London Consort. Linn Records. 1992.
- Cancionero de Palacio. Carles Magraner. Capella de Ministrers. Licanus 0409. 2003.
- From a Spanish Palace Songbook. Music from the time of Christopher Columbus. Margaret Philpot, Shirley Rumsey, Christopher Wilson. Hyperion 66454. 1991.
- Músicas para la cámara de Isabel de Castilla. Romances y Villancicos nuevamente glosados. Cinco Siglos. Fonoruz. CDF2590. CS950201. 2014.

- 1981 - [ANT] Obra Musical Completa de Juan del Enzina. Miguel Á. Tallante. Pro Mvsica Antiqva de Madrid y solistas. Nueva edición (1990): MEC 1024 a 1027 CD
- ???? - [MAY] Mayrat. El Viaje del Agua. Grupo Odres. Saga WKPD-10/2035.
- 1960 - [ANG] Victoria de los Ángeles - Spanish Songs of the Renaissance. Victoria de los Ángeles. Ars Musicae de Barcelona. José Maria Lamaña. . Se puede encontrar en CD ensamblado con otras grabaciones en: Victoria de los Ángeles - Cantos de España.  EMI Classics 7243 5 66 937 2 2 (4 CD).
- 1968 - [RES] Music from the Time of Christopher Columbus. Musica Reservata. Philips 432 821-2 PM.
- 1970 - [EMC] Music of the Royal Courts of Europe 1150-1600. Early Music Consort of London. David Munrow. Reeditado en CD como: The Pleasures of the Royal Courts. Elektra Nonesuch 9 71326-2.
- 1971 - [VAL] El Camino de Santiago. Cantos de peregrinación. Escolanía y Capilla Musical de la Abadía del Valle de los Caídos. Leoncio Diéguez. Laurentino Saenz de Buruaga. Cuarteto y Grupo de Instrumentos Antiguos Renacimiento. Ramón Perales de la Cal. EMI (Odeón) 7243 5 67051 2 8.
- 1973 - [MUN] Music from the court of Ferdinand and Isabella. Early Music Consort of London. David Munrow.. Se puede encontrar en CD ensamblado con otras grabaciones en: Music for Ferdinand and Isabella of Spain - Instrumemts of the Middle Ages & Renaissance. Testament SBT 1251 .
- 1974 - [BER] Old Spanish Songs. Spanish songs from the Middle Ages and Renaissance. Teresa Berganza. Narciso Yepes. . Se puede encontrar en CD ensamblado con otras grabaciones en: Canciones españoles. Deutsche Grammophon 435 648-2.
- 1974 - [JOC] Antik Musik på Wik - Early Music at Wik. Joculatores Upsaliensis. . Se puede encontrar en CD ensamblado con otras grabaciones en: Antik Musik på Wik - Early Music at Wik. Bis CD 3.
- 1976 - [SPA] Weltliche Musik im Christlichen und Jüdischen Spanien (1450-1550). Hespèrion XX. Jordi Savall. Virgin Veritas Edition 61591 (2 CD).
- 1977 - [PAR] Ars Antiqua de Paris à la Sainte Chapelle. Ars Antiqua de Paris. Coda 9605-1.
- 1979 - [ATR] Villancicos - Chansons populaires espagnoles des XVe et XVIe siècles. Atrium Musicae de Madrid. Gregorio Paniagua.   Harmonia mundi "Musique d'Abord" HMA 190 1025.
- 1980 - [MAD] La Spagna. 15th & 17th Century Spanish Variations. Atrium Musicae de Madrid. Gregorio Paniagua. Bis CD-163.
- 1984 - [COM] Romeros y Peregrinos. Grupo Universitario de Cámara de Compostela. Carlos Villanueva Abelairas. EMI Classics CB-067.
- 1986 - [COH] L'homme armé: 1450-1650. Musique de guerre et de paix. Boston Camerata. Joel Cohen. Erato ECD 88168.
- 1987 - [KIN] Music from the Spanish Kingdoms. Circa 1500 Ensemble. CRD 3447.
- 1988 - [RIC] Music from the time of Richard III. Yorks Waits. Saydisc CD-SDL 364.
- 1988 - [GEN] Musica dell'época di Cristoforo Colombo. I Madrigalisti di Genova. L. Gamberini. Ars Nova CDAN 173.
- 1989 - [DAN] El Cancionero Musical de Palacio. Musik aus der Zeit der Katholischen Könige in Spanien, 1450-1550. Ensemble Danserye. Preiser Records 90028.
- 1991 - [DAE] El Cancionero de la Catedral de Segovia. Ensemble Daedalus. Roberto Festa. Accent ACC 9176. 1991. Contiene Justa fue mi perdiçión.
- 1991 - [HES]  Juan del Encina: Romances y villancicos. Jordi Savall. Hespèrion XX. Astrée (Naïve) ES 9925.
- 1991 - [PAL] El Cancionero de Palacio, 1474-1516. Música en la corte de los Reyes Católicos. Hespèrion XX. Jordi Savall. Astrée (Naïve) ES 9943.
- 1991 - [CHR] From a Spanish Palace Songbook. Music from the time of Christopher Columbus. Margaret Philpot, Shirley Rumsey, Christopher Wilson. Hyperion "Helios" 55097.
- 1991 - [CHA] Chansons - Danses - Musiques Médiévales et Renaissances. Ensemble Jehan de Channey. De plein Vent CD 1989-04.
- 1992 - [NEF] Music for Joan the Mad. Spain 1479-1555. La Nef. Sylvain Bergeron. Dorian Discovery 80128.
- 1992 - [WAV] 1492 - Music from the age of discovery. Waverly Consort. Michael Jaffee. EMI Reflexe 54506.
- 1993 - [ALT] In Gottes Namen fahren wir. Pilgerlieder aus Mittelalter und Renaissance. Odhecaton, Ensemble für alte Musik, Köln.    FSM 97 208.
- 1993 - [GOT] The Voice in the Garden. Spanish Songs and Motets, 1480-1550. Gothic Voices. Christopher Page. Hyperion 66653.
- 1993 - [AKA] Amando e Desiando. Spanish and italian music from the 16th century. Akantus. Alice Musik Produktion ALCD 010
- 1994 - [SEP] Sephardic Songs in the hispano-arabic tradition of medieval Spain. (Canciones Sefardíes de la tradición hispanoárabe en la España medieval. Ballads of the Sephardic Jews). Sarband. Vladimir Ivanoff. Jaro 4206-2. Sonifolk 21 115. Dorian Recordings DOR-93190.
- 1995 - [CAN] Canciones, Romances, Sonetos. From Juan del Encina to Lope de Vega. La Colombina (grupo). Accent 95111.
- 1995 - [ROM] Al alva venid. Música profana de los siglos XV y XVI. La Romanesca. José Miguel Moreno. Glossa 920203.
- 1995 - [CAM] Songs and dances from the Spanish Renaissance. Camerata Iberia. MA Records MA 035A.
- 1995 - [THO] A Royal Songbook. Spanish Music from the time of Columbus. Musica Antiqua of London. Philip Thorby. Naxos 8.553325.
- 1995 - [LAN] Landscapes. Three centuries of world music. David Bellugi et al. Frame 9506.
- 1995 - [RON] A Song of David. Music of the Sephardim and Renaissance Spain. La Rondinella. Dorian Discovery DIS-80130.
- 1995 - [REN] Odyssey. Progressive Performance of ancient songs. New World Renaissance Band. Nightwatch 1006.
- 1995 - [ARA] Des Croisades à Don Quichotte. Musique du pourtour méditerranéen (XIIe-XVIe siècles). Ensemble vocal et instrumental Arabesque. Domitille de Bienassis. Solstice SOCD 125.
- 1996 - [ACC] Cancionero Musical de Palacio. Ensemble Accentus. Thomas Wimmer. Naxos 8.553536.
- 1996 - [BIN] Sola m'ire. Cancionero de Palacio. Ensemble Gilles Binchois. Dominique Vellard. Virgin Veritas 45359.
- 1996 - [FAG] All the King's Men. Henry VIII & the Princes of the Renaissance. I Fagiolini. Robert Hollingworth. Concordia. Mark Levy. Metronome 1012.
- 1996 - [PIF] Los Ministriles. Spanish Renaissance Wind Music. Piffaro, The Renaissance Band. Joan Kimball, Robert Wiemken. Archiv 453 441.
- 1996 - [RES] Resonanzen '96. Musik aus den Habsburgerlanden. Varios grupos. ORF "Edition Alte Musik" CD 091 (2 CD).
- 1997 - [RIC] A Ricolta Bubu - Medieval and Renaissance Music. Bob, Frank en Zussen. Pavane ADW 7391.
- 1998 - [MIN] Court and Cathedral. The two worlds of Francisco de Peñalosa. Concentus Musicus Minnesota. Arthur Maud. Meridian 84406.
- 1998 - [JOU] Sephardic Journey. Spain and the Spanish Jews. La Rondinella. Dorian DOR 93 171.
- 1998 - [FIC] De Antequara sale un moro. Musique de l'Espagne chrétienne, maure et juive vers 1492. Ensemble Música Ficta. Carlos Serrano. Jade 74 321 79256-2.
- 1998 - [BEG] Cartas al Rey Moro. Begoña Olavide. Jubal JMPA 001.
- 1998 - [UFF] Música no tempo das Caravelas. Música Antiga da UFF.
- 1999 - [VIR] Bella de vos som amorós. La Música en la Corte de los Reyes Católicos y Carlos I. Capella Virelai. Jordi Reguant. La mà de guido 2035.
- 1999 - [SAV] La Folia, 1490-1701. Corelli, Marais, Martín y Coll, Ortiz, & Anónimos. Jordi Savall et al. Alia Vox AV 9805 (CD).   Alia Vox AVSA 9805 (SACD-H).
- 1999 - [UMB] Chacona. Renaissance Spain in the Age of Empire. Ex Umbris. Dorian 93207.
- 2000 - [DIF] Diferencias - A Journey through Al-Andalus and Hispania. Codex Huelgas - Villancicos. Ensemble Diferencias. Conrad Steinmann. Divox Antiqua CDX-79809.
- 2000 - [OAK]' Piva. Renaissance Song of Italy and Spain. Live Oak. Gyre Music 10032.
- 2000 - [MAG] Plaser y gasajo. Música cortesana en tiempos del Papa Alejandro VI. Capella de Ministrers. Carles Magraner. Auvidis Ibèrica (Naïve) AVI 8027.
- 2000 - [CAT] Carlos V. Mille Regretz: La Canción del Emperador. La Capella Reial de Catalunya y Hespèrion XXI. Jordi Savall. Alia Vox AV 9814 (CD). Alia Vox AVSA 9814 (SACD-H).
- 2000 - [SPI] Pilgerwege. Freiburger Spielleyt. Verlag der Spielleute CD 0003.
- 2000 - [MAY] Nunca fue pena mayor. Música Religiosa en torno al Papa Alejandro VI. Capella de Ministrers y Coro de la Generalidad Valenciana. Carles Magraner. Auvidis Ibèrica (Naïve) AVI 8026.
- 2001 - [CON] Constantinople. Musique du Moyen Âge et de la Renaissance. Kiya Tabassian & Ensemble Constantinople. ATMA ACD2 2269.
- 2001 - [GUI] Cançoner del duc de Calàbria. Duos i Exercicis sobre els vuit tons. In Canto. La mà de guido 2043.
- 2001 - [TER] ¡Baylado!. Music of Renaissance Spain. The Terra Nova Consort. Dorian 90298.
- 2001 - [ORL] Bread, Wine & Song. Music & Feasting in Renaissance Europe. Orlando Consort. Harmonia Mundi HMU 90 7314.
- 2002 - [OLA] A las puertas de Granada. Begoña Olavide. Mudéjar. Jubal JMPA 005.
- 2002 - [DUF] Cancionero. Music for the Spanish Court 1470-1520. The Dufay Collective. Avie AV0005.
- 2002 - [WIM] Misteris de Dolor. Cantos sacros de Catalunya y Polifonía instrumental española - siglo XVI-XVII. Accentus Austria. Thomas Wimmer. Pneuma PN-410.
- 2003 - [PAN] La Conquista de Granada - Isabel la Católica. Las Cortes europeas, los Cancioneros y Musica Andalusí Nazarí. Música Antigua. Eduardo Paniagua. Pneuma PN-660.
- 2003 - [NOT] El Fuego. Musique polyphonique profane di Siècle d'Or. Música de la Corte. Eduardo Notrica. Voice of Lyrics VOL BL 703
- 2004 - [CAP] Isabel I, Reina de Castilla. Luces y Sombras en el tiempo de la primera gran Reina del Renacimiento 1451-1504. La Capella Reial de Catalunya & Hespèrion XXI. Jordi Savall. Alia Vox AV 9838 (CD). Alia Vox AVSA 9838 (SACD-H).
- 2004 - [CDM] Cancionero de Palacio. Capella de Ministrers. Carles Magraner. Licanus CDM 0409.
- 2005 - [MAP] Música cortesana en la Europa de Juana I de Castilla 1479-1555. Las Cortes europeas y los Cancioneros. Música antigua. Eduardo Paniagua. Pneuma PN-710.
- 2005 - [ROS] In Vino. Wine in music from the 15th and 16th Centuries. La Rossignol. Tactus 400004.
- 2006 - [REI] Christophorus Columbus. Paraísos Perdidos. Hespèrion XXI. La Capella Reial de Catalunya. Jordi Savall. Alia Vox AVSA 9850 A+B (2 SACD-H).
- 2006 - [BOR] Borgia. Música religiosa en torno al papa Alejandro VI (1492-1503). Capella de Ministrers. Carles Magraner. Licanus CDM 0616.
- 2006 - [CIB] La Spagna. Felipe I El Hermoso. Mecenas de la música europea. Camerata Iberia. Juan Carlos de Mulder. Open Music BS 059 CD

- 2010 - Jan Garbarek "Officium Novum" Tres Morillas. ECM Records GmbH
- 2014 - [GCS] Músicas para la cámara de Isabel de Castilla. Romances y villancicos nuevamente glosados. Grupo Cinco Siglos.  Fonoruz. CS950201. CDF2590. CD
- 2017 - [AT] Canciones de la vieja Europa. Músicas del Renacimiento. Aquel Trovar.  Fonoruz. AT170201. CDF2747. CD
- 2019 - [AT2] Cantar sola. Voces de mujer en el Cancionero Musical de Palacio. Aquel Trovar.  Fonoruz. AT170202. CDF2835. CD